# Izod Center
Izod Center (tidligere kendt som Brendan Byrne Arena og Continental Airlines Arena) er en sportsarena i East Rutherford i New Jersey, USA, der er hjemmebane for NBA-holdet New Jersey Nets. I 15 år var centeret desuden hjemmebane for NHL-klubben New Jersey Devils. Arenaen har plads til ca. 20.000 tilskuere, og blev indviet den 2. juli 1981. Den er en del af Meadowlands Sports Complex, der blandt andet også omfatter Giants Stadium.